# Колон (Небраска)
Колон (англ. Colon) — селище (англ. village) в США, в окрузі Сондрес штату Небраска. Населення — 107 осіб (2020).

## Географія
Колон розташований за координатами 41°17′53″ пн. ш. 96°36′25″ зх. д. / 41.29806° пн. ш. 96.60694° зх. д. (41.298113, -96.606829).  За даними Бюро перепису населення США в 2010 році селище мало площу 0,34 км², з яких 0,34 км² — суходіл та 0,00 км² — водойми.

## Демографія
Згідно з переписом 2010 року, у селищі мешкало 110 осіб у 43 домогосподарствах у складі 33 родин. Густота населення становила 323 особи/км².  Було 51 помешкання (150/км²).
Расовий склад населення:
| - 100,0 % — білих |

До двох чи більше рас належало 0,0 %. Частка іспаномовних становила 0,0 % від усіх жителів.
За віковим діапазоном населення розподілялося таким чином: 22,7 % — особи молодші 18 років, 61,8 % — особи у віці 18—64 років, 15,5 % — особи у віці 65 років та старші. Медіана віку мешканця становила 44,3 року. На 100 осіб жіночої статі у селищі припадало 93,0 чоловіків;  на 100 жінок у віці від 18 років та старших — 102,4 чоловіків також старших 18 років.
Середній дохід на одне домашнє господарство  становив 70 189 доларів США (медіана — 64 792), а середній дохід на одну сім'ю — 79 161 долар (медіана — 95 179). Медіана доходів становила 30 625 доларів для чоловіків та 27 292 долари для жінок. За межею бідності перебувало 2,4 % осіб, у тому числі 0,0 % дітей у віці до 18 років та 7,7 % осіб у віці 65 років та старших.
Цивільне працевлаштоване населення становило 52 особи. Основні галузі зайнятості: освіта, охорона здоров'я та соціальна допомога — 15,4 %, будівництво — 15,4 %, роздрібна торгівля — 9,6 %, сільське господарство, лісництво, риболовля — 9,6 %.